# Famille Raguier
La famille Raguier, originaire de Troyes, a occupé d'importantes charges, notamment sous Charles VI et Charles VII.
Anoblie au XVe siècle, elle s'est éteinte au XVIIe.

## Histoire
La famille Raguier est probablement originaire de Troyes, d'ancienne bourgeoisie connue dès le XIIIe siècle.
Des chroniqueurs ont affirmé qu'elle serait originaire de Bavière et qu'elle se serait installée en France à la suite de la reine Isabeau de Bavière. Cette hypothèse est peu probable.
Anoblie au XVe siècle, cette famille s'est éteinte au XVIIe siècle avec la mort d'Anne Raguier, marquis de Poussey (marié en 1640).

## Personnalités
Les deux membres " les plus opulents " de cette famille sont deux frères :
- Raymond (ou Remon) Raguier (1350-1421), fils de Hémon I Raguier, seigneur d’Orsay, Limours, Marcilly, etc., maître de la Chambre des deniers du roi Charles VI, il fait construire de la château d'Orsay qui passera ensuite à son gendre
- Hémon II Raguier (mort en 1433), frère du précédent, seigneur de L'Haÿ, d'Esternay, La Motte-Tilly, etc. argentier du roi Charles VI et de la reine Isabeau de Bavière à Paris, jusqu'en 1420[3], trésorier des Guerres à partir du 17 août 1413[4]. Il a fait édifier le château de La Tournelle.

Ainsi que :
- Antoine Raguier, fils du précédent, trésorier des Guerres
- Jean Ier Raguier (mort avant 1504), seigneur d'Esternay, La Motte-Tilly et Soligny, baron de Payns, trésorier des guerres du duché de Normandie, conseiller et maître des comptes

Cette famille a donné trois évêques:
- Antoine Raguier († 1482), évêque de Lisieux ;
- Jacques Raguier († 1518), évêque de Troyes ;
- Louis Raguier († 1488), évêque de Troyes.

## Principales charges
Les membres de la famille Raguier ont occupé des charges importantes, principalement aux XVe et XVIe siècles.

### Charges civiles
Trésorier général des finances, trésorier des guerres, premier intendant de la Reine, maître de la chambre aux deniers, prévôt des marchands de Paris, maître des comptes à Paris, maître des requêtes de l’hôtel du Roi, lieutenant de la Vénerie du Roi, trésorier des guerres du duché de Normandie, chambellan du Roi, échanson du Roi, général des finances et receveur-général de Normandie, maître des requêtes de l’Hôtel du Roi, député noble aux Etats de Pontoise.

### Charges ecclésiastiques
Cette famille a fourni à l'Eglise :
- plusieurs évêques (de Troyes et de Lisieux)
- plusieurs abbés (supérieurs d'abbayes) : abbé de Saint-Jacques de Provins, abbé de Moustiers-en-Der, abbé de Montieramé, abbé de Soligny, abbé de Saint-Michel de Tonnerre,

- plusieurs prieurs (supérieurs de prieurés) : prieur de Chartrenay, prieur de Longpont
- ainsi qu'un trésorier de la Sainte-Chapelle de Paris, des chanoines de Notre Dame de Paris, des chanoines de Troyes, un conseiller clerc au parlement de Paris.

## Principaux titres
Des membres de cette famille ont porté les titres suivants
- baron puis marquis de Poussey
- comte d’Esclavolles en Champagne
- vicomte de Saconnay
- baron de Payns, d’Esternay, de Migennes, de La Motte-Tilly, de Saint-Sépulcre
- vidame de Châlons

## Armoiries

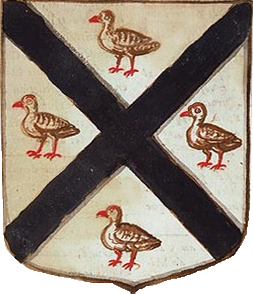
Armes de la famille

La armes de la famille Raguier se blasonnent ains : D’argent, au sautoir de sable cantonné de quatre perdrix d’or.'